# Lipnica (województwo zachodniopomorskie)
Lipnica – osada w Polsce położona w województwie zachodniopomorskim, w powiecie szczecineckim, w gminie Szczecinek.
Nieopodal wsi jezioro Lipno o powierzchni 31 ha. Wzdłuż drogi do miejscowości Łabędź liczne głazy narzutowe.
Do 1954 część miasta Szczecinek.